# 275. Infanterie-Division (Wehrmacht)
Die 275. Infanterie-Division war ein militärischer Großverband der Wehrmacht im Zweiten Weltkrieg.

## Geschichte

### Aufstellung
Die Division wurde ab dem 17. November 1943 als Division der 22. Aufstellungswelle zuerst im Rahmen der 1., ab Februar 1944 in der Bretagne unter der 7. Armee neu aufgestellt, und hierfür der Stab 223. Infanterie-Division, Teile des Artillerie-Regiment 223, die II. Abteilung des Artillerie-Regiments 194 sowie 3 Reserve-Grenadierbataillone der 158. Reserve-Division. und weitere Einheiten zugewiesen. Die Auffüllung erfolgte durch Rekruten und Soldaten, die bisher keine Frontverwendung hatten. Die Aufstellung, Ausrüstung und Ausbildung war mit zahlreichen Schwierigkeiten verbunden. Die 275. Infanterie-Division war daher selbst nach 6 Monaten Aufstellung noch nicht durchgehend frontbereit.

### Operation Overlord
So wurde nach Beginn der alliierten Landung in der Normandie vorerst nur das Grenadier-Regiment 984, verstärkt um einzelne Kompanien anderer Einheiten, als Kampfgruppe Heintz, 984. Grenadier-Regiment, in das dortige Gefechtsgebiet entsandt. Im Juli 1944 folgte der Rest der Division nach und wurde im Westflügel der Invasionsfront eingesetzt. 

### Kessel von Falaise
In den Kämpfen während der US-amerikanischen Operation Cobra sowie auf dem Rückzug in den Kesseln von Falaise erlitt die Division schwere Verluste; nur noch kleinere Teile konnten dort ausbrechen und sich über Seine und Somme bis Südbelgien zurückkämpfen. 

### Kessel von Mons
Im Mons erlitt die Division Anfang September 1944 weitere Verluste und kam mit nur noch etwa 800 Mann Personalbestand und fast ohne schwere Waffen im Westwall bei Aachen an.

### Wiederaufstellung 1944
Im Oktober 1944 wurde die 275. Infanterie-Division neu aufgestellt, unter anderem durch Zuführung von 2 Luftwaffen-Festungs-Bataillonen – mittlerweile waren die US-Streitkräfte bis zum Westwall bei Aachen vorgerückt.

### Hürtgenwald
Die Division wurde bei Düren erneut in den Kampf geworfen und begegnete im Oktober 1944 der 9. US-Infanteriedivision in der sogenannten „Allerseelenschlacht“ um die Ortschaft Schmidt.

### Vernichtung
In der Allerseelenschlacht wurde die Division erneut aufgerieben. 

### Verwendung der Reste der Division
Die Reste ihrer Kampftruppen wurden in die 344. Infanterie-Division eingegliedert und nur der Stab und Versorgungstruppen sowie Artillerie wurden für eine Neuaufstellung verwendet, die im Wehrkreis X (Hamburg) erfolgte. Die noch unfertige Division wurde ab März 1945 an der Ostfront an der Neissefront Lausitz im Bereich der 4. Panzer-Armee eingesetzt und Ende April im Kessel von Halbe vernichtet.

## Personen

### Kommandeure
| Dienstzeit                              | Dienstgrad      | Name                                                          |
| --------------------------------------- | --------------- | ------------------------------------------------------------- |
| 10. Dezember 1943 bis 22. November 1944 | Generalleutnant | Hans Schmidt                                                  |
| 11. Oktober bis 21. November 1944       | Oberst          | Helmut Bechler (mit der stellvertretenden Führung beauftragt) |
| März bis April 1945                     | Generalleutnant | Hans Schmidt                                                  |

### Generalstabsoffiziere (Ia)
| Dienstzeit                       | Dienstgrad     | Name          |
| -------------------------------- | -------------- | ------------- |
| Dezember 1943 bis unbekannt      | Major          | Fritz Hahn    |
| 5. Februar bis 1. August 1944    | Oberstleutnant | Hugo Hass     |
| 1. August 1944 bis 1. April 1945 | Major          | Johann Berger |

### Bekannte Divisionsangehörige
- Friedrich Lengfeld war der Kompaniechef der 2. Kompanie des Füsilierbataillons der 275. Infanterie-Division. Er kam bei dem Versuch ums Leben einen verwundeten amerikanischen Soldaten aus einem Minenfeld zu retten.

## Gliederung
- Grenadier-Regiment 983
- Grenadier-Regiment 984
- Grenadier-Regiment 985
- Divisions-Füsilier-Bataillon 275
- Artillerie-Regiment 275
  - I. bis IV. Abteilung
- Pionier-Bataillon 275
- Feldersatz-Bataillon 275
- Panzerjäger-Abteilung 275
- Nachrichten-Abteilung 275
- Nachschubtruppen 275